# Iouri Istomine
Iouri Vassiliovich Istomine  (en russe :  Юрий Васильевич Истомин . en ukrainien : Юрій Васильович Істомин) né le 3 juillet 1944 à Kharkiv et mort le 6 février 1999, est un footballeur international soviétique ayant remporté une médaille de bronze lors des Jeux olympiques d'été de 1972.

## Biographie
Istomine fait ses débuts avec le SKA Kiev, jouant alors en troisième division soviétique. Il joue deux saisons avant de se faire remarquer et de signer un contrat avec le CSKA Moscou en 1966.
Dès son arrivée à Moscou, Iouri fait partie du onze de départ du CSKA. Il va s'imposer parmi les meilleurs défenseurs du pays et être sélectionné pour le championnat d'Europe 1968 où il est titulaire.
En 1970, il remporte son premier et seul titre national, c'est-à-dire le championnat d'URSS. Juste après, il commence à perdre du temps de jeu mais reste dans les petits papiers de la sélection nationale. Il participe à la défaite en finale de l'Euro 1972.
Il est aussi retenu dans l'équipe olympique pour les Jux Olympiques de 1972 et va remporter la médaille de bronze avec son pays. En 1974, il quitte le CSKA après neuf saisons au sein du club pour finir sa carrière en troisième division, au SC Lutz, rejoignant Volodymyr Dudarenko qui part de Moscou au même moment qu'Istomine.

## Statistiques
| Saison                | Club                  | Championnat           | Championnat | Championnat | Coupe(s) nationale(s) | Coupe(s) nationale(s) | Compétition(s) continentale(s) | Compétition(s) continentale(s) | Compétition(s) continentale(s) | Total | Total |
| Saison                | Club                  | Division              | M.          | B.          | M.                    | B.                    | Comp.                          | M.                             | B.                             | M.    | B.    |
| 1965                  | SKA Kiev              | D3                    | 18          | 0           | -                     | -                     | -                              | -                              | -                              | 18    | 0     |
| Sous-total            | Sous-total            | Sous-total            | 18          | 0           | -                     | -                     | -                              | -                              | -                              | 18    | 0     |
| 1966                  | CSKA Moscou           | D1                    | 30          | 0           | 1                     | 0                     | -                              | -                              | -                              | 31    | 0     |
| 1967                  | CSKA Moscou           | D1                    | 35          | 1           | 6                     | 0                     | -                              | -                              | -                              | 41    | 1     |
| 1968                  | CSKA Moscou           | D1                    | 23          | 0           | 3                     | 0                     | -                              | -                              | -                              | 26    | 0     |
| 1969                  | CSKA Moscou           | D1                    | 18          | 0           | 2                     | 0                     | -                              | -                              | -                              | 20    | 0     |
| 1970                  | CSKA Moscou           | D1                    | 30          | 0           | 4                     | 1                     | -                              | -                              | -                              | 34    | 1     |
| 1971                  | CSKA Moscou           | D1                    | 22          | 0           | 4                     | 1                     | C1                             | 4                              | 0                              | 30    | 1     |
| 1972                  | CSKA Moscou           | D1                    | 18          | 0           | 6                     | 0                     | -                              | -                              | -                              | 24    | 0     |
| 1973                  | CSKA Moscou           | D1                    | 11          | 0           | 5                     | 0                     | -                              | -                              | -                              | 16    | 0     |
| 1974                  | CSKA Moscou           | D1                    | 19          | 0           | 3                     | 0                     | -                              | -                              | -                              | 22    | 0     |
| Sous-total            | Sous-total            | Sous-total            | 206         | 1           | 34                    | 2                     | -                              | 4                              | 0                              | 244   | 3     |
| Total sur la carrière | Total sur la carrière | Total sur la carrière | 224         | 1           | 34                    | 2                     | -                              | 4                              | 0                              | 262   | 3     |

## Palmarès
CSKA Moscou
- Champion d'Union soviétique en 1970.

 Union soviétique
- Vice-champion d'Europe 1972.
- Médaillé de bronze aux Jeux olympiques d'été de 1972.